# Palomino (Kolumbien)
Palomino ist ein Corregimiento an der Karibikküste Kolumbiens, das sich rund 90 Kilometer östlich von Santa Marta und 72 Kilometer südwestlich von Riohacha befindet. Es ist Teil der Gemeinde Dibulla auf der Halbinsel La Guajira und liegt ungefähr zwei Meter über den Meeresspiegel. Im Norden wird Palomino durch das Karibische Meer, im Süden durch die Gemeinde San Juan del Cesar, im Osten durch die Siedlung Mingueo und im Westen durch das Departamento Magdalena begrenzt.

## Bevölkerung
Die Einwohnerzahl Palominos beträgt 2101 (Stand 2005), von denen nahezu 80 Prozent in der Landwirtschaft tätig sind. Auf einer Fläche von 260 Hektar werden vor allem Bananen, Mangos, Mais und Maniok angebaut. Auch Kakao und Zitrusfrüchte lassen sich in der Region finden. Neben der Landwirtschaft bieten der Fischfang, das Handwerk, sowie der Individualtourismus weitere Einnahmemöglichkeiten.

## Tourismus
Während sich ein Großteil der Bevölkerung entlang der Hauptverbindungsstraße des Dorfes angesiedelt hat, ist Palomino bei Touristen insbesondere für den naheliegenden Strand und dessen Aktivitäten bekannt. Vor allem Rucksacktouristen verschlägt es vermehrt an diese Stelle, die sich rund 1.500 Meter von der Hauptstraße entfernt befindet. Innerhalb der letzten Jahre entstanden einige Unterkünfte und Restaurants in Strandnähe, in denen in Hängematten, Mehrbettunterkünften oder rustikalen Doppelzimmern übernachtet werden kann. Neben günstigen Surf-Bedingungen zieht die Möglichkeit des Tubings auf dem Fluss Palomino viele Naturliebhaber an. Hierbei werden die Gäste zu einer Stelle entlang des Flusses geführt oder man wandert die 40 min. bis zur Mündung des Posso Caimán (kleiner Bachzulauf) auf eigene Faust, von der aus sie sich, in einem Gummireifen sitzend, für zwei bis drei Stunden flussabwärts durch die Natur treiben lassen – bis zu der Stelle, an der der Palomino ins Meer mündet. Auch ein Ausflug zu den Wasserfällen von Quebrada Valencia, die mit dem Bus nach circa 30 Minuten zu erreichen sind, ist möglich. Santa Marta erreicht man ebenfalls mit dem Bus nach zwei bis drei Stunden. Trotz recht vieler Resorts ist die touristische Infrastruktur (z. B. Restaurants) sehr begrenzt. Neben zwei Bäckereien, einer Pizzeria und diversen Bars ist im Ort nichts zu finden. Die Anzahl kleiner Läden ist jedoch enorm. Einen Geldautomaten gibt es nur in Mingueo (15 min. mit Taxishuttle, patrouilliert ständig entlang der Hauptstraße) oder weiter weg in Santa Marta oder Riohacha.

## Klima
Das Klima in Palomino ist mit einer Durchschnittstemperatur von 24 °C kombiniert mit einer hohen Luftfeuchtigkeit und Niederschlägen zwischen 2.000 und 4.000 Millimetern jährlich tropisch geprägt.